# 태평양뒤쥐
태평양뒤쥐(Sorex pacificus)는 땃쥐과에 속하는 포유류의 일종이다. 미국 오리건주 서부 지역의 토착종이다.

## 아종
- Sorex pacificus pacificus
- Sorex pacificus cascadensis